# Lány egyéni toronyugrás a 2014. évi nyári ifjúsági olimpiai játékokon
A lány egyéni 10 méteres toronyugrást a 2014. évi nyári ifjúsági olimpiai játékokon augusztus 23-án rendezték meg. Délelőtt a selejtezőt, késő délután pedig a döntőt.
A versenyszámot a hazaiak versenyzője, a 18 esztendős kínai Vu Seng-ping nyerte 526,20 ponttal, a malajziai Loh Zhiaya és a mexikói Alejandra Orozco előtt.

## Eredmény
| #  | Ország           | Név                         | Selejtező | Selejtező | Döntő   | Döntő  |
| #  | Ország           | Név                         | Rangsor   | Pontok    | Rangsor | Pontok |
| -- | ---------------- | --------------------------- | --------- | --------- | ------- | ------ |
|    | Kína             | Vu Seng-ping                | 1         | 535,50    | 1       | 526,20 |
|    | Malajzia         | Loh Zhiaya                  | 2         | 449,35    | 2       | 450,65 |
|    | Mexikó           | Alejandra Orozco Loza       | 3         | 403,15    | 3       | 430,25 |
| 4  | Franciaország    | Alaïs Kalonji               | 5         | 382,00    | 4       | 405,85 |
| 5  | Brazília         | Ingrid de Oliveira          | 6         | 376,20    | 5       | 399,60 |
| 6  | Egyiptom         | Maha Gouda                  | 8         | 353,95    | 6       | 386,35 |
| 7  | Ukrajna          | Hanna Krasznoslik           | 4         | 382,95    | 7       | 375,80 |
| 8  | USA              | Gracia Leydon Mahoney       | 7         | 373,25    | 8       | 375,25 |
| 9  | Kolumbia         | Sara Carolina Perez Beltran | 10        | 294,40    | 9       | 330,65 |
| 10 | Fehéroroszország | Katsiaryna Fitsner          | 11        | 281,10    | 10      | 299,00 |
| 11 | Kanada           | Molly Carlson               | 9         | 308,30    | 11      | 296,00 |